# Cyathea ars
Cyathea ars är en ormbunkeart som beskrevs av Lehnert. Cyathea ars ingår i släktet Cyathea och familjen Cyatheaceae. Inga underarter finns listade.